# Cattedrale di Béziers
La cattedrale di Béziers, ufficialmente cattedrale dei Santi Nazario e Celso (in francese: cathédrale Saint-Nazaire-et-Saint-Celse), è una chiesa in stile gotico situata a Béziers nel dipartimento francese dell'Hérault e nella regione dell'Occitania. Si trova nella parte occidentale del centro storico medievale, su un ampio promontorio che domina la piana del fiume Orb alla stessa altezza del Liceo Henri IV (1598); il tutto costruito sui contrafforti degli antichi bastioni della città dell'Hérault. La vista permette di abbracciare la pianura della Linguadoca e i paesi circostanti fino ai massicci della Montagne Noire, del Caroux e dei Pirenei che si profilano all'orizzonte.
La cattedrale è stata classificata monumento storico nel 1840.

## Storia della costruzione
La cattedrale è dedicata ai Santi Nazario e Celso. Sul luogo dell'attuale cattedrale esistevano una chiesa romanica e un vecchio cimitero. Era stata costruita sul sito di un antico tempio romano dedicato ad Augusto e alla moglie Livia.
Una scritta menziona l'esistenza di un edificio già nell'VIII secolo. Durante il massacro di Béziers, il 22 luglio 1209, un incendio provocò la completa distruzione dell'edificio. I lavori di ricostruzione della cattedrale iniziarono a metà del XIII secolo.

## Esterno

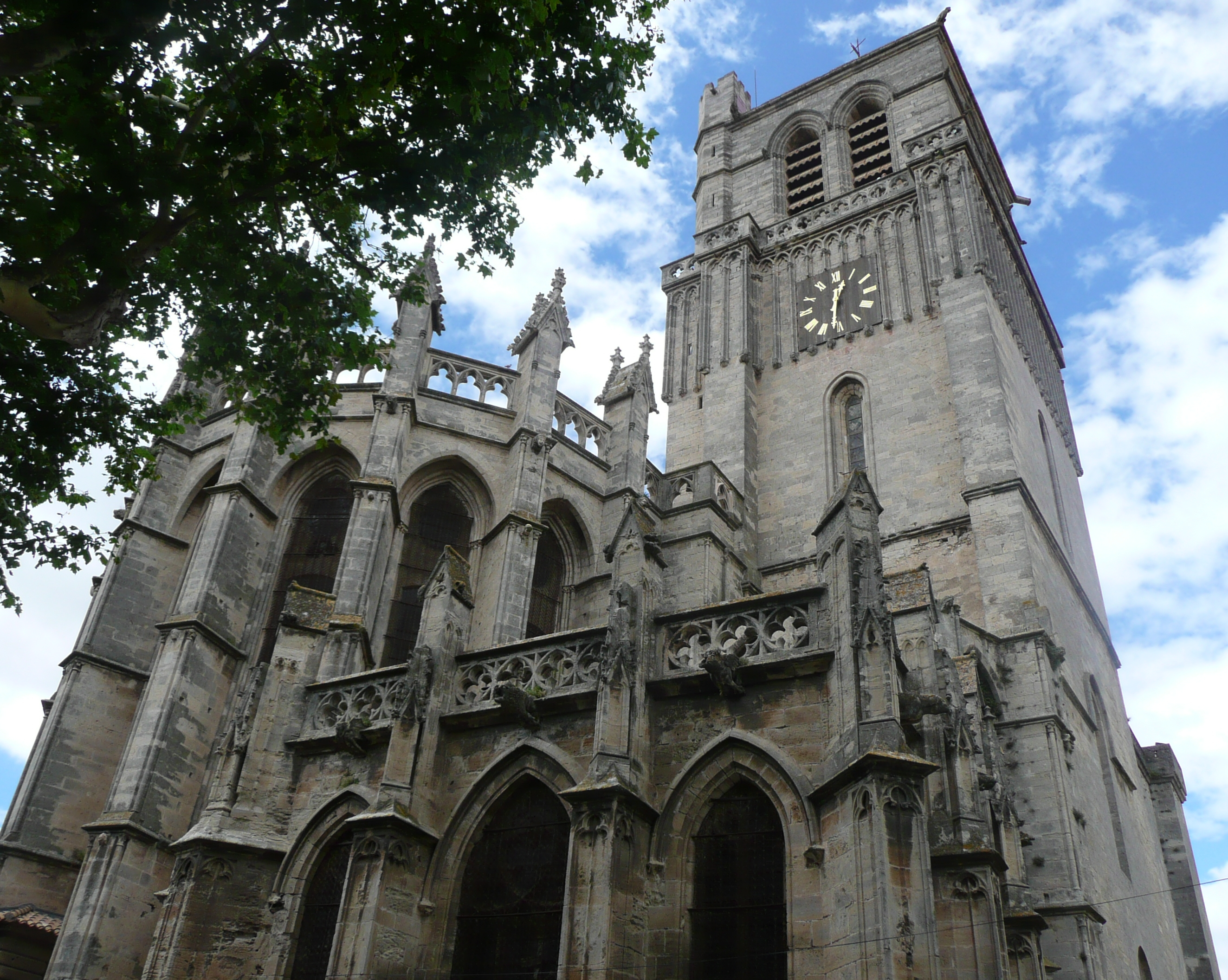
Da sinistra a destra: l'abside, la sagrestia e il campanile.
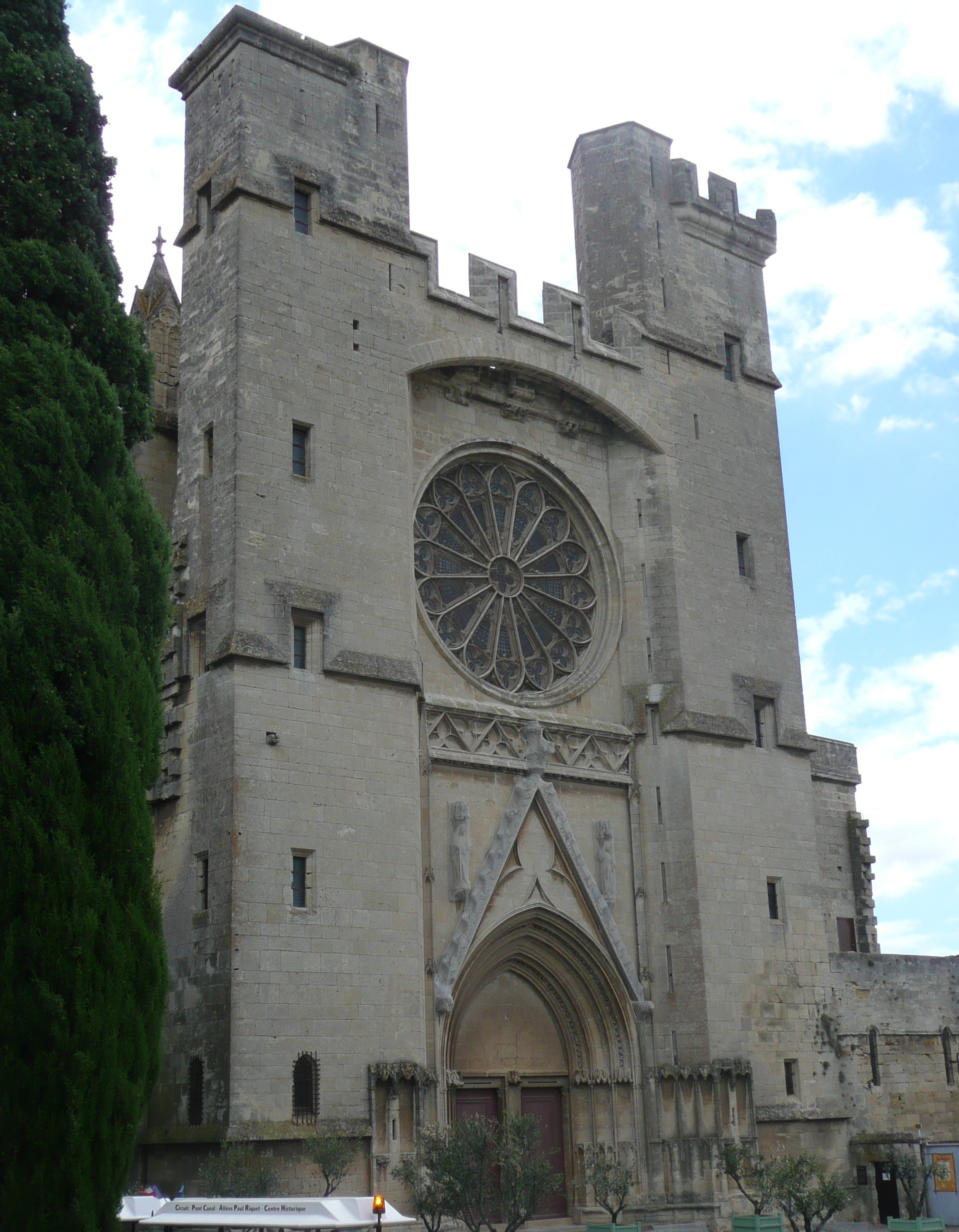
Facciata occidentale con portale a doppia anta oggi inutilizzato.
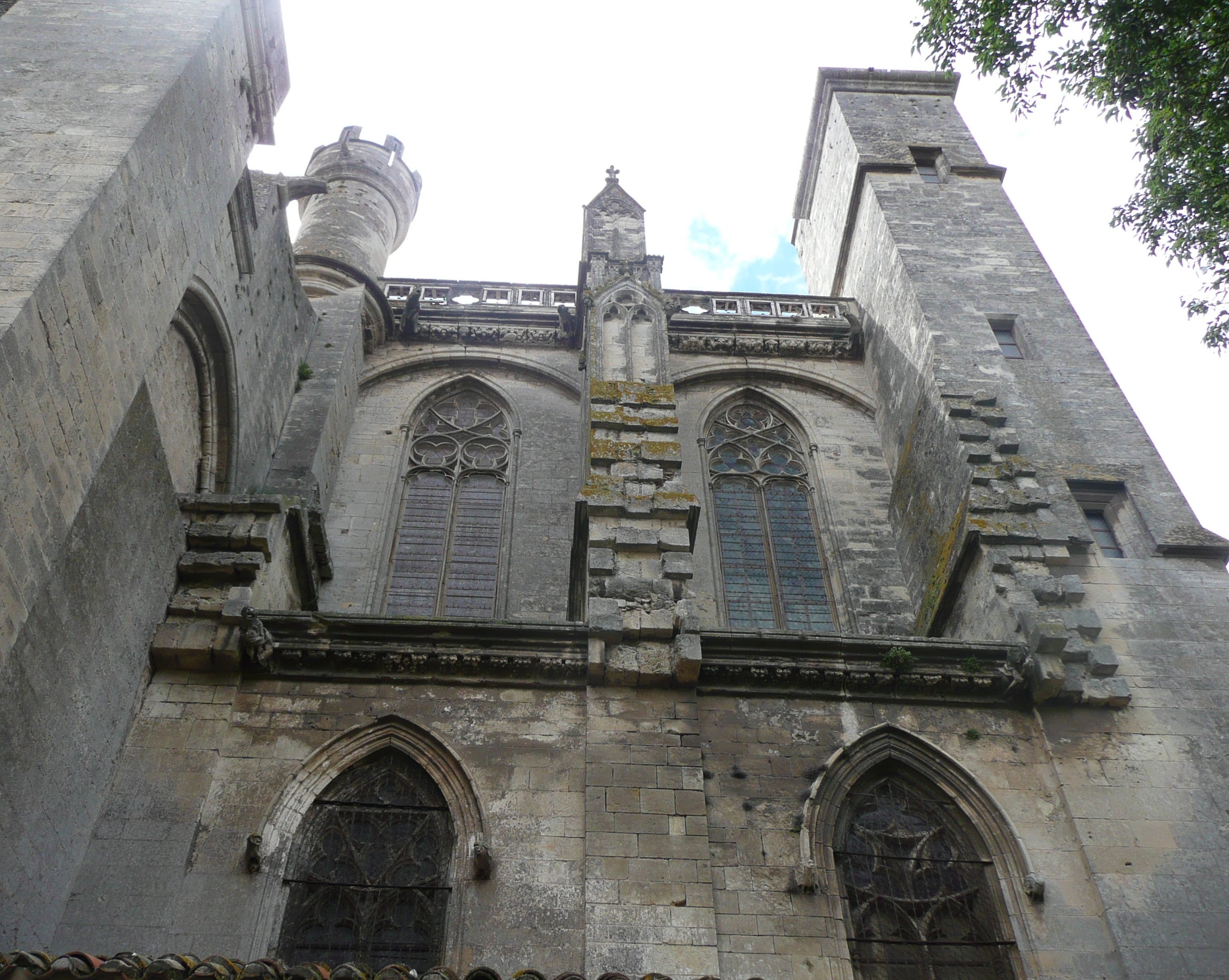
Parete nord della navata a partire dalla facciata ovest.
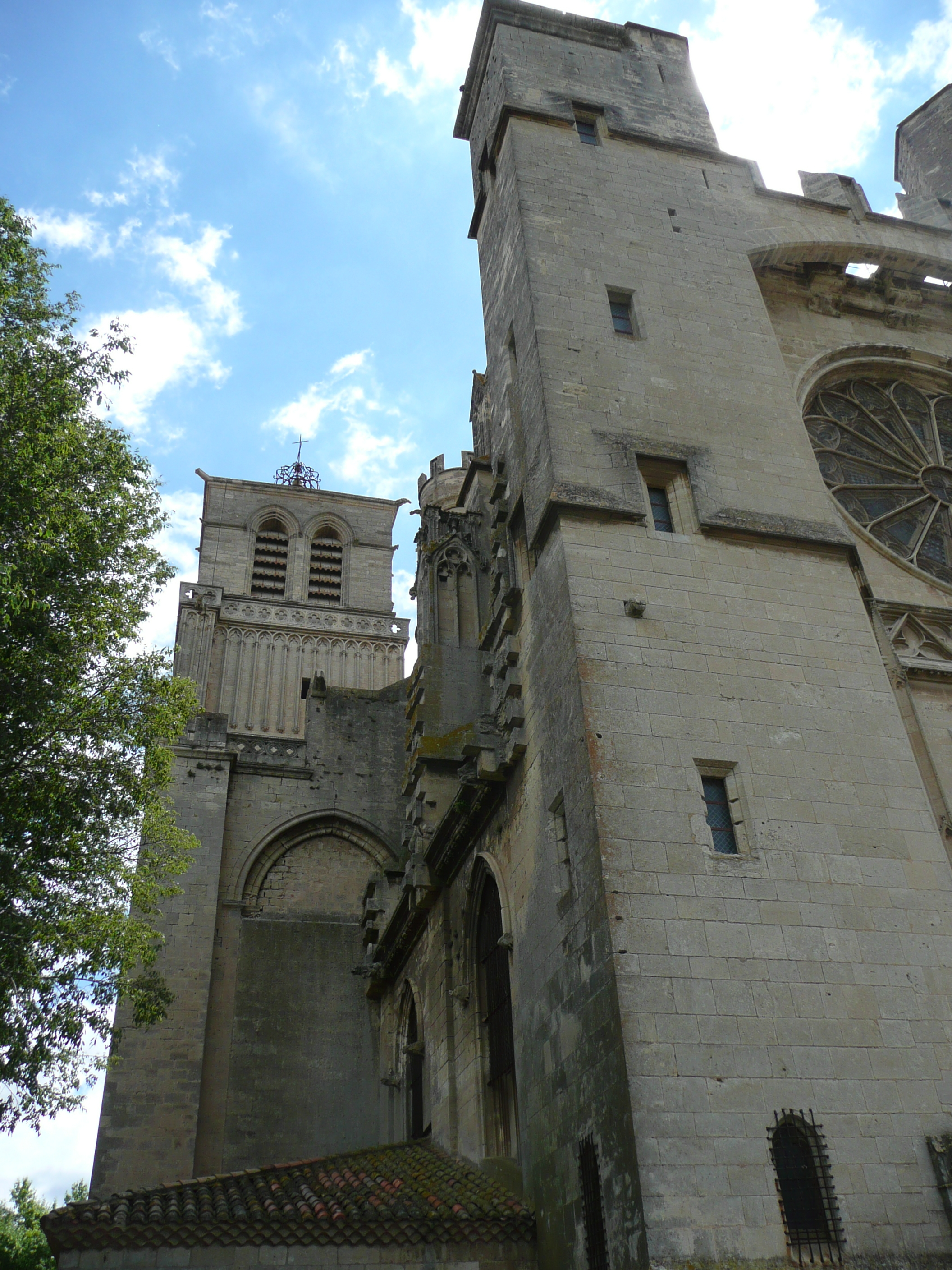
Facciata ovest e l'attiguo campanile.
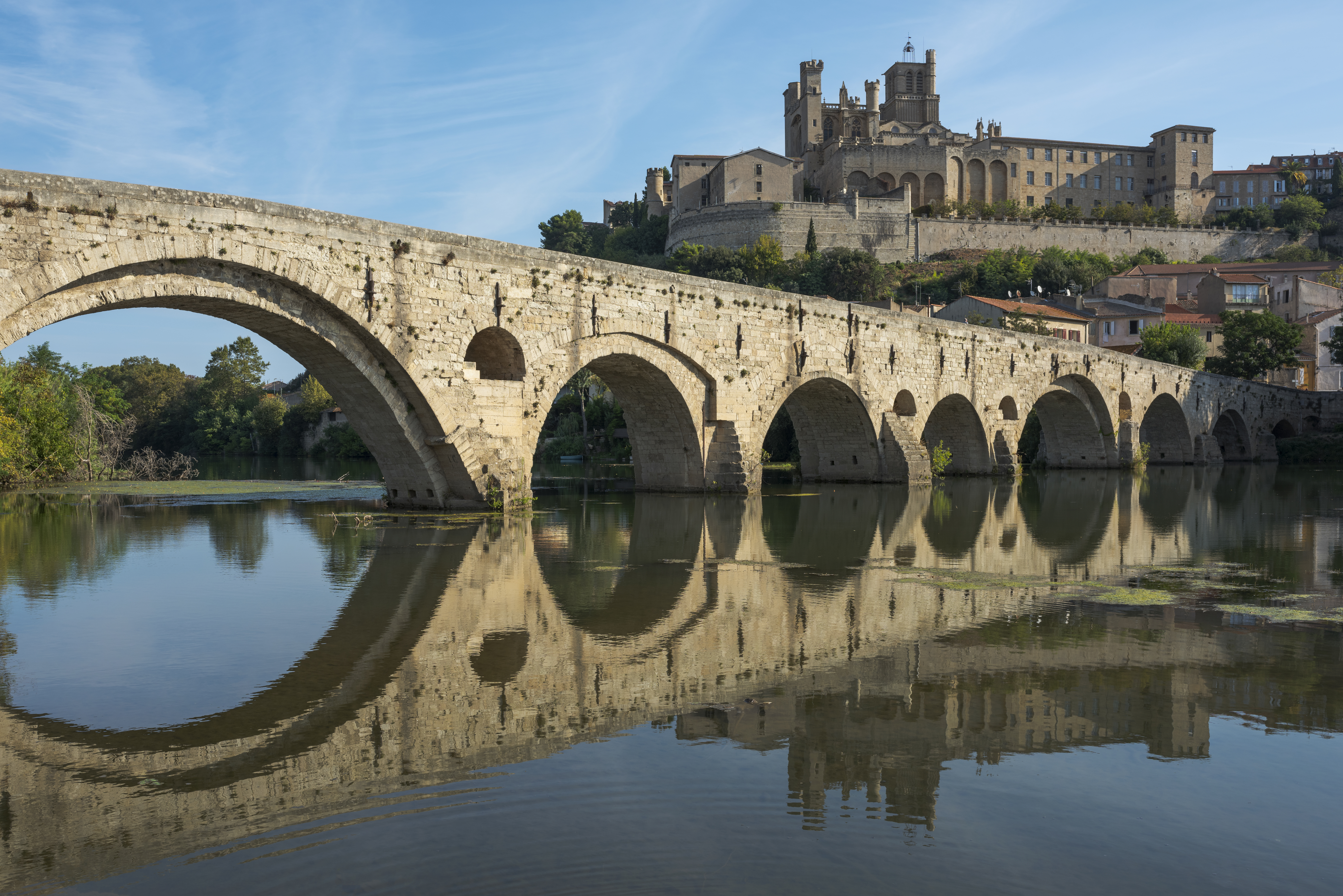
Facciata sud dall'altra sponda dell'Orb, e il Pont Vieux de Béziers.

### Aspetto generale
La cattedrale è dominata da una torre quadrata alta 48 metri sormontata da una torretta che ospita un campanile in ferro con campana della fine del XVIII secolo. La parte superiore (del XV secolo) è decorata con colonne, ciascuna base delle quali rappresenta un volto umano. Il campanile contiene una campana di 4 tonnellate (chiamata Marie) fusa da François Granier, la seconda campana più grande della regione dopo quella della cattedrale di Montpellier.
Le pareti della cattedrale sono decorati con numerosi doccioni, alcuni da ristrutturare. Inferriate riccamente lavorate, del XIV secolo, proteggono le vetrate del coro.

### Sagrestia
La sagrestia costruita sotto Guillaume de Montjoie, che confina con l'abside, più bassa di quest'ultima, risale al XV secolo. Ha una balaustra e i cancelli in ferro battuto risalgono al XIII secolo.

### Facciate
La facciata ovest dell'edificio domina il fiume Orb ed è sormontata da due torrioni e da una merlatura. Una torre circolare, in posizione arretrata, è una vera torre di avvistamento merlata. La facciata è decorata con un rosone di 10 metri di diametro. In basso si trova il cancello d'ingresso (oggi non più utilizzato) sormontato da una merlatura. Le sculture sulla facciata sono state quasi tutte distrutte. Rimangono solo due statue, poste ai lati del portale, che rappresentano la Sinagoga e la Chiesa di Cristo (Ecclesia e Sinagoga).
Sulla facciata nord del transetto si trova il portone d'ingresso (realizzato nel XVII secolo), sormontato da un architrave ligneo che rievoca il martirio dei santi Nazario e Celso.

## Interno

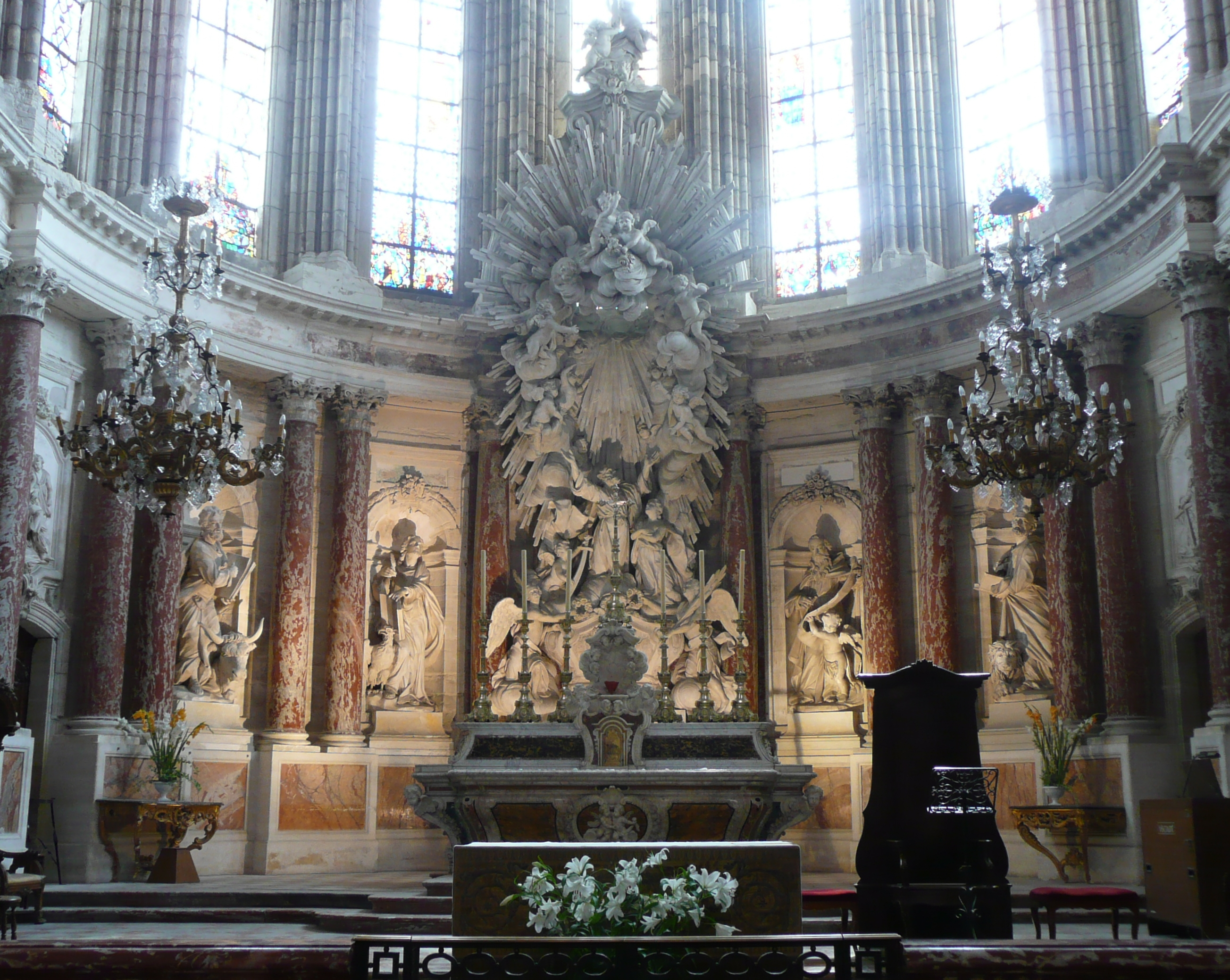
Panoramica del coro barocco.
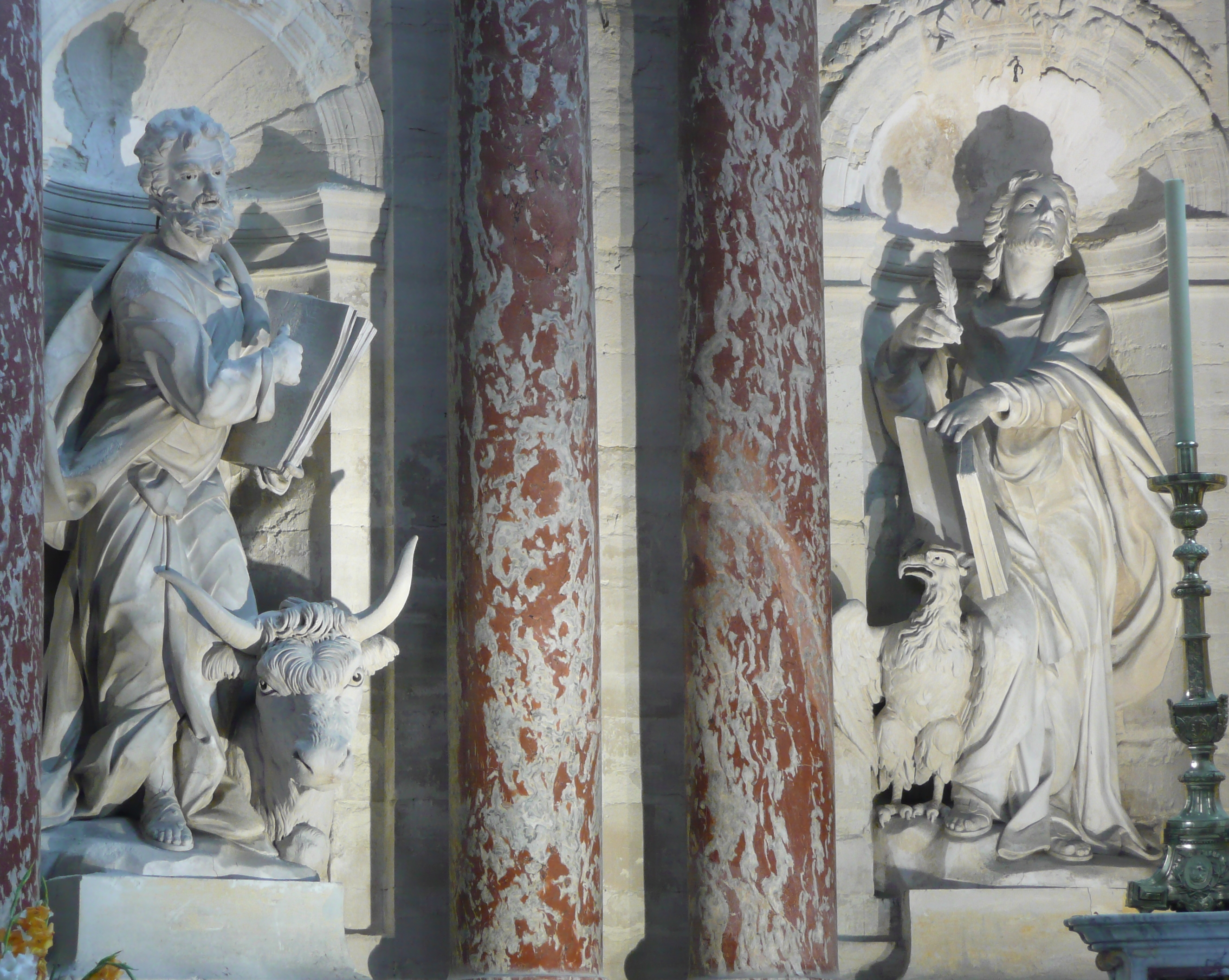
Evangelisti tetramorfi: San Luca e San Giovanni.
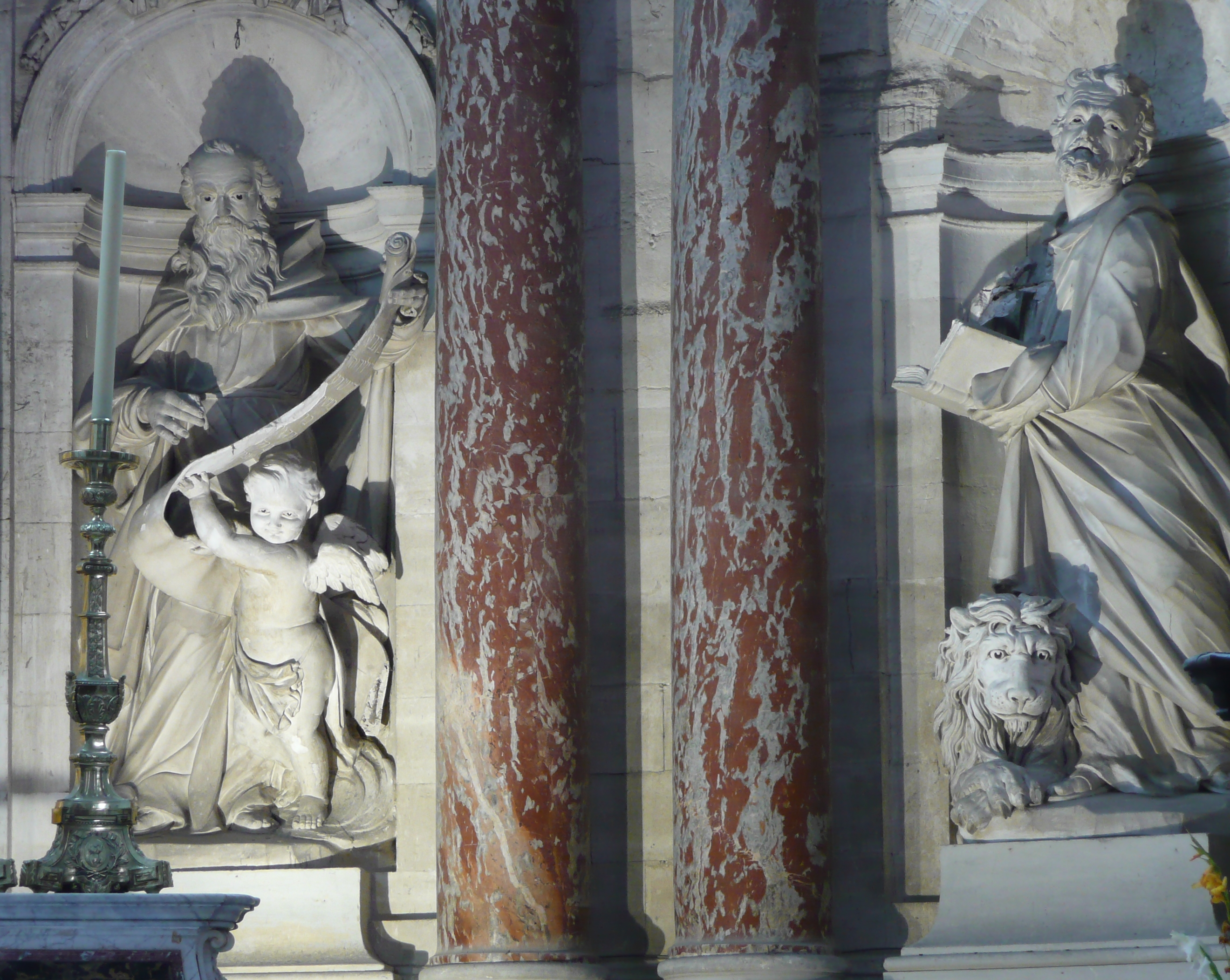
Evangelisti tetramorfi: San Matteo e San Marco.
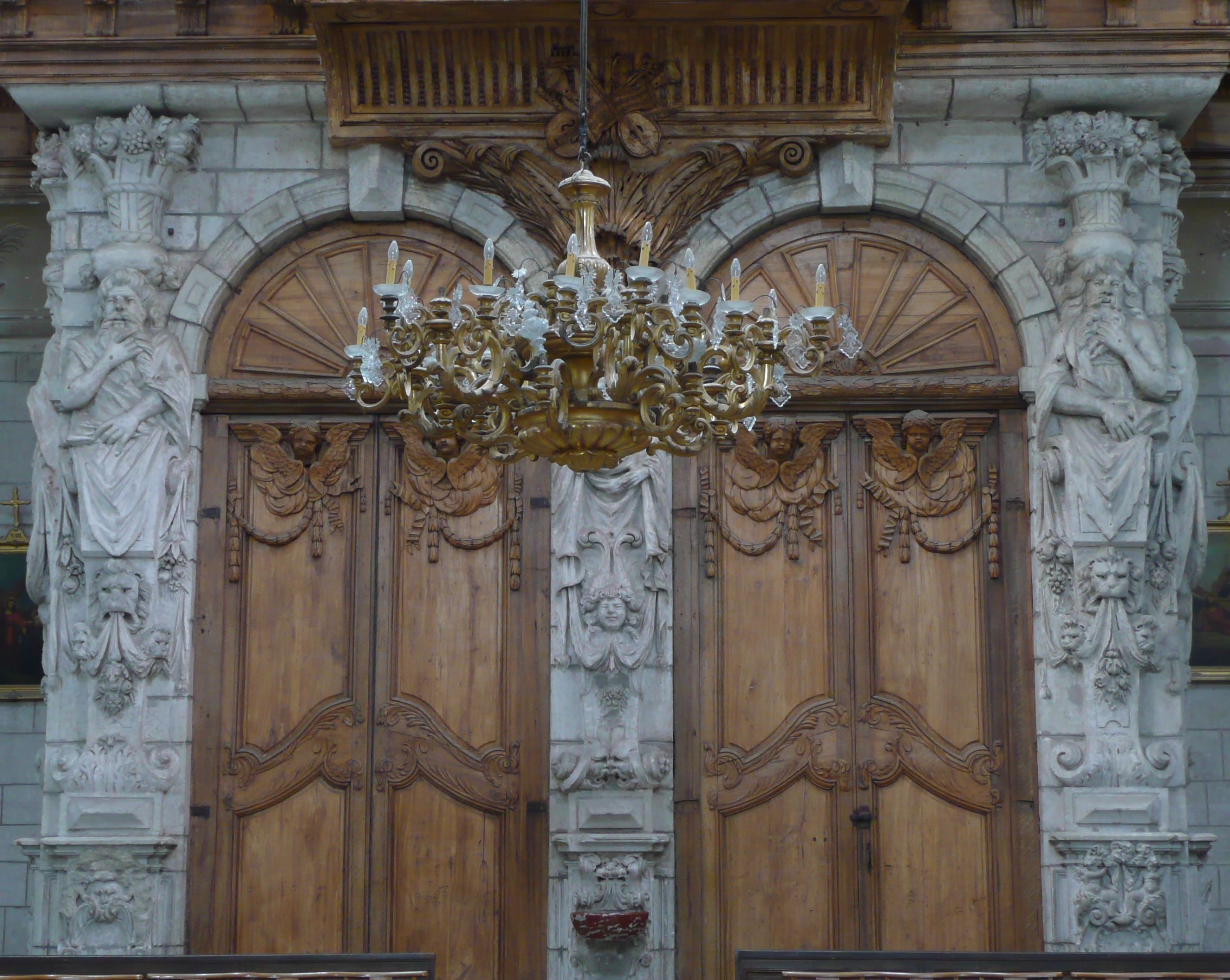
Sotto la dorsale dell'organo il portale occidentale a doppia anta.

### Dimensioni
L'interno della cattedrale è a croce greca e misura:
- 50 metri in lunghezza
- la navata è larga 14 metri
- il transetto è largo 33 metri
- l'altezza massima della volta della navata è di 32 metri.

### Dettagli degli interni
Sono presenti:
- colonne e capitelli romanici, resti della cattedrale antica. La maggior parte delle colonne risale al periodo gotico. Gli archi trasversali che sorreggono la volta sono del XIV secolo.
- i sostegni delle gallerie, posti nella navata centrale, in prossimità del coro, presentano fregi con triglifi e metope. Questi fregi sono imitazioni del degenerato stile gallo-romano, risalenti al periodo romanico (XII secolo).
- il coro contiene antiche vetrate di epoca gotica. Fu profondamente rimaneggiato nel XVIII secolo in stile barocco con un colonnato di marmo rosso lungo la parete dell'abside che incornicia le statue dei Quattro Evangelisti, una gloria e un altare in marmo policromo. Sopra gli stalli si trovano 6 grandi dipinti. Tre sono firmati Thierry e rappresentano scene della vita di Mosè, mentre gli altri tre sono opere del pittore di Montpellier, Raoux, e mostrano scene della vita di Costantino e di sua madre, Sant'Elena.
- la sagrestia, costruita nel 1443, dal vescovo Guillaume de Montjoie, contemporaneamente alla sala capitolare.
- le pareti sono in parte ricoperte da antichi affreschi, restaurati nel 1917. Questi furono gravemente danneggiati durante le guerre di religione, poi ricoperti da calce che venne rimossa in seguito. Sono datati al XIV e XV secolo e adornano le pareti di numerose cappelle (la Cappella dello Spirito Santo e la Cappella dei Morti in particolare).
- il grande rosone, del diametro di dieci metri.

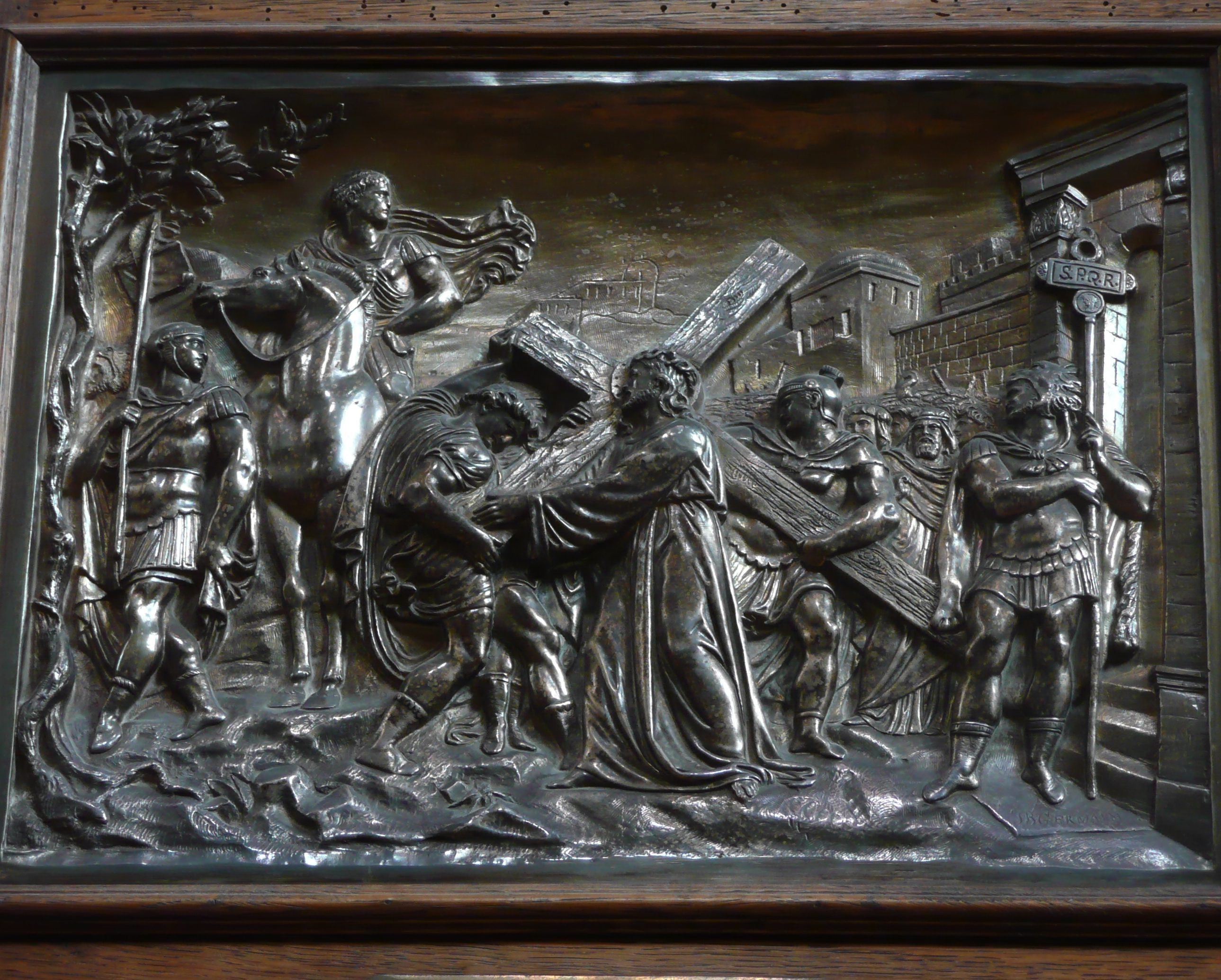
Una delle stazioni della Via Crucis.
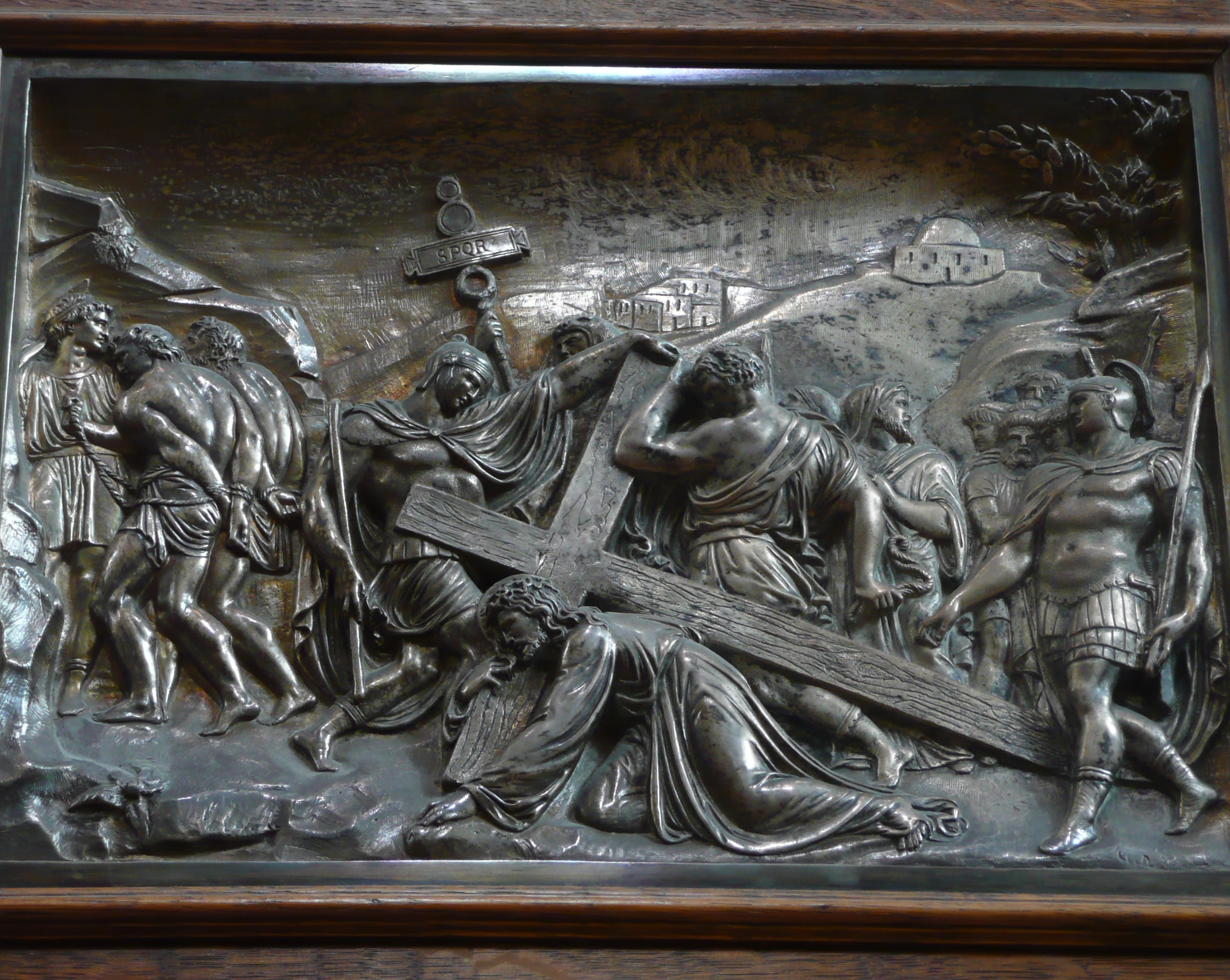
Un'altra delle stazioni.

## Chiostro
Il chiostro incompiuto confina a sud con la cattedrale. La galleria superiore non fu mai realizzata. Gli intagli nelle volte risalgono al XIV secolo. La fontana che ne adornava il centro si trova ora in Place de la Révolution. Il chiostro ospita i resti di una collezione lapidea, i cui pezzi più pregiati sono stati trasferiti al Museo Biterrois. Rimane però a terra un busto di statua romana e alle pareti sono presenti alcune statue di arte sacra. Sigillati in queste mura, si possono notare in particolare elementi di epigrafia medievale e moderna, e lapidi, oltre a due frammenti di sarcofago tardoantico tipici delle manifatture aquitaine.
Sotto il chiostro si trova l'Orto del Vescovo. In questo giardino si apre un panorama che permette di abbracciare la piana dell'Orb, i ponti (Ponte Vecchio risalente al XIII secolo e Ponte Nuovo, ponte sul canale) e le chiuse di Fonserannes.

## Il grande organo

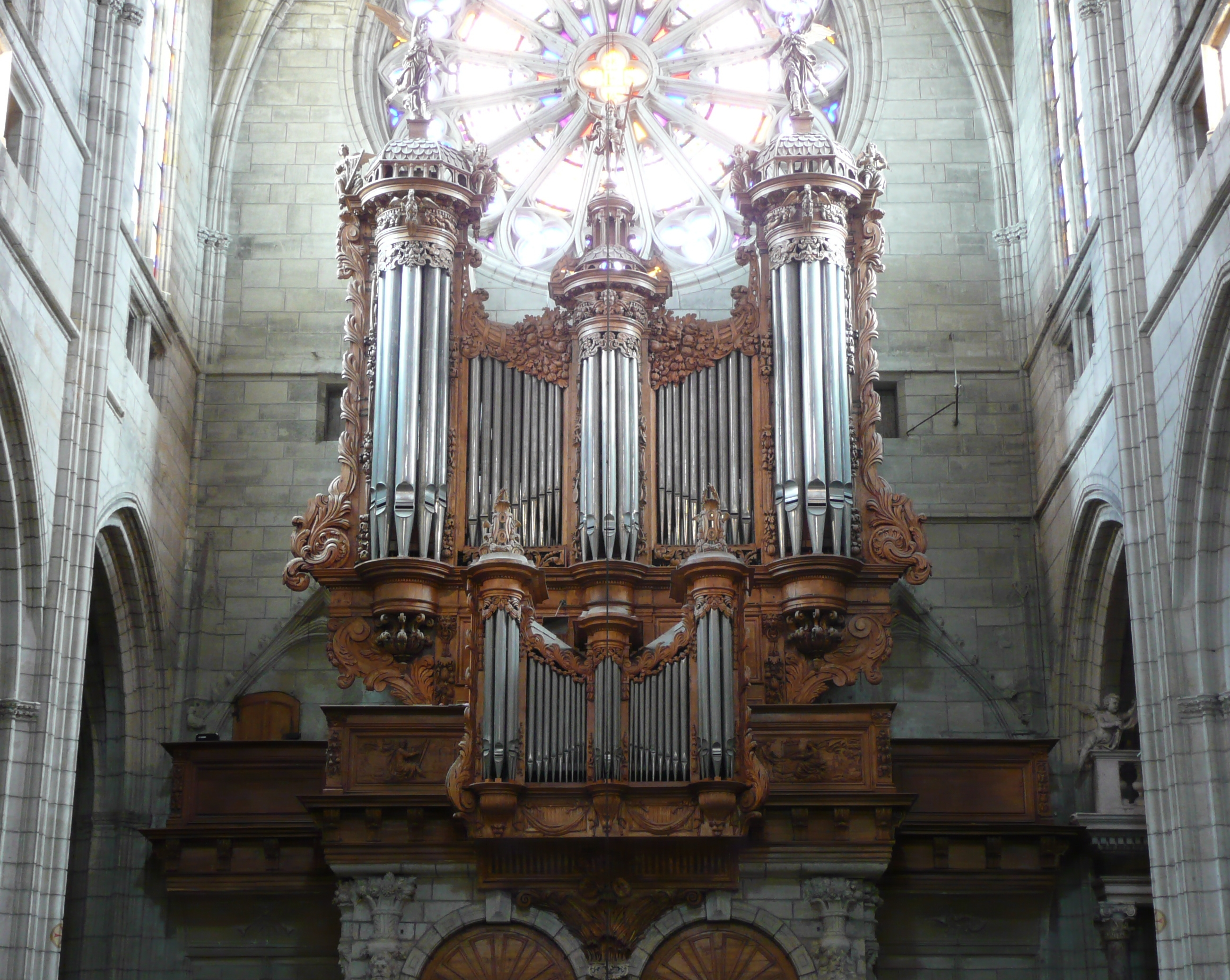
La cassa dell'organo risalente allo strumento costruito nel 1633 dal fiammingo Guillaume Poncher

Il grande organo è installato su una piattaforma in fondo alla navata. La cassa in stile Luigi XIII e opera di William Martois, datata al XVII secolo. La parte strumentale risale in parte al XVII e al XVIII secolo (William Poncher 1633, Jean de Joyeuse 1678 e Joseph Isnard 1785) e un'altra parte al XIX secolo (ricostruzione nel 1868 di Théodore Puget che modificò completamente l'armonizzazione, cioè il suono generale dello strumento, per renderlo conforme al gusto romantico). Questo strumento è stato restaurato nel 1993.

## Le campane
La cella campanaria della cattedrale di Béziers ha 6 campane. Sul tetto del campanile, in una cella in ferro battuto, è collocata una campana datata 1788 fusa da Claude Brenel. Tutte le campane sono disposte in una cella metallica all'interno del campanile.

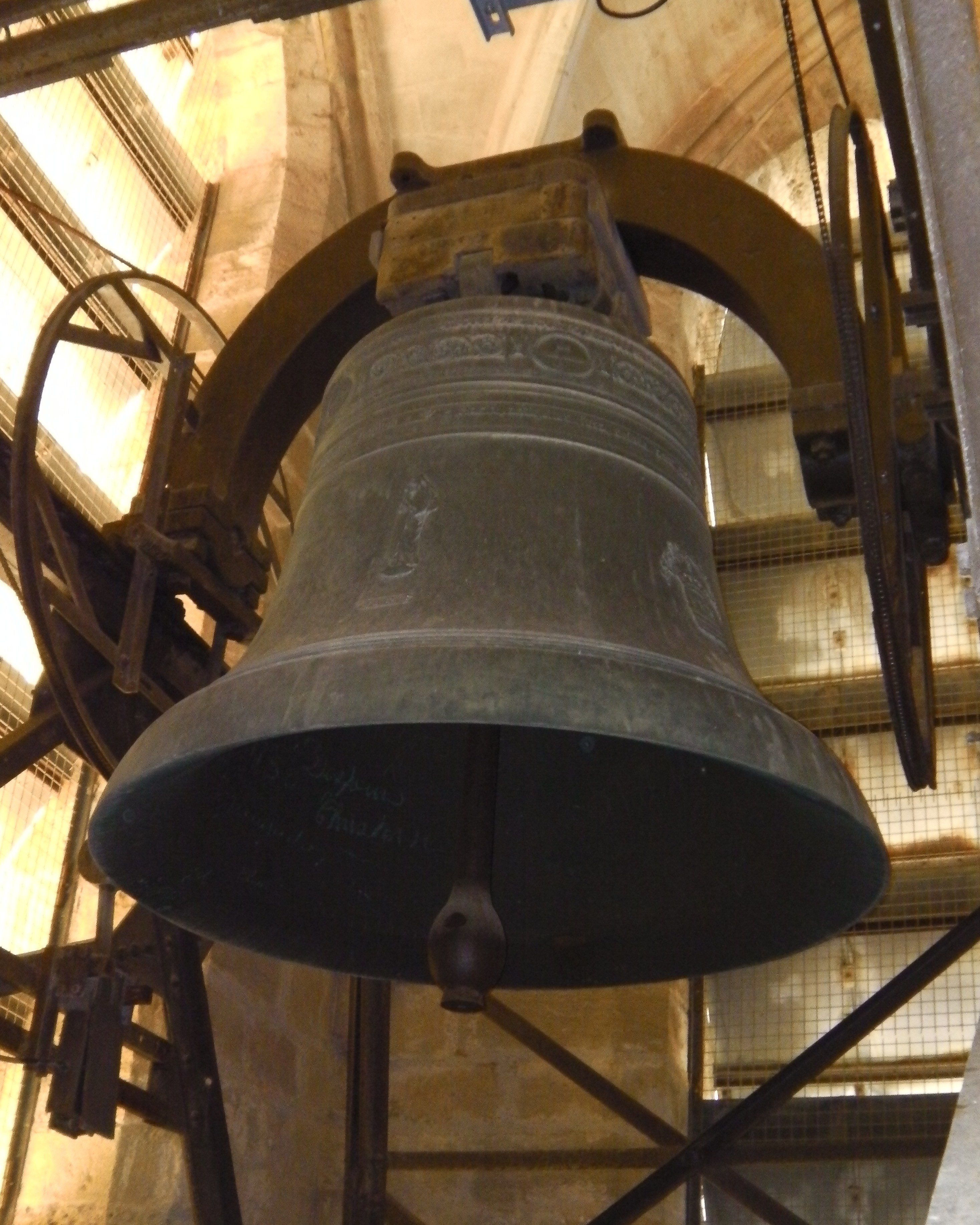
"Marie", campana principale della cattedrale fusa nel 1939 dalla fonderia Granier, accordatura: LA#2, peso: 3958 kg.
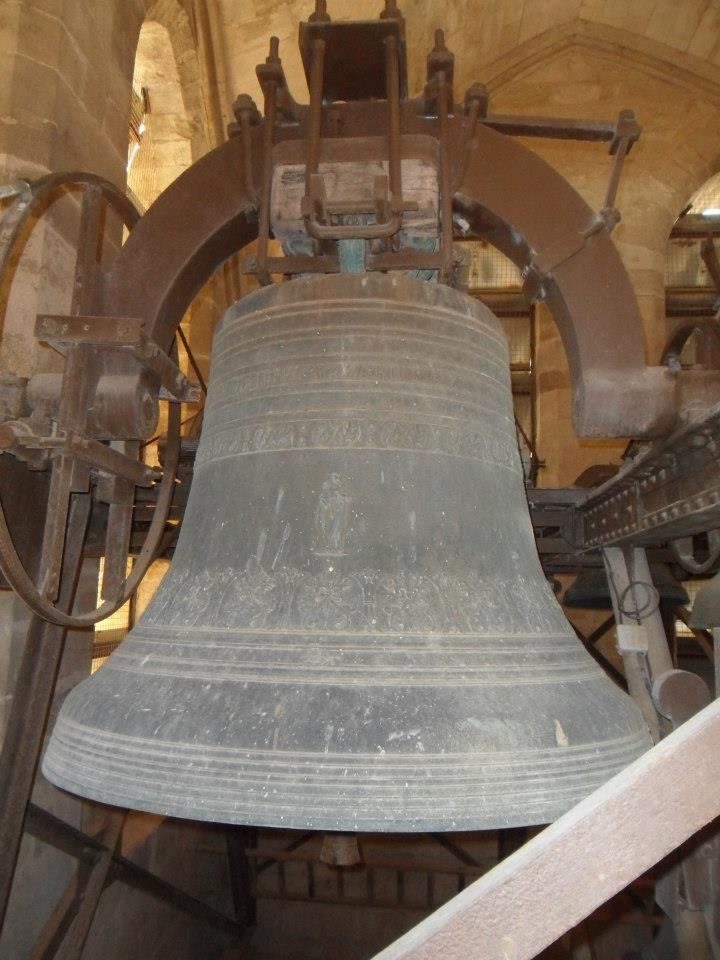
Campana n. 2 fusa nel 1892 da Burdin-Aîné, accordatura: RE3, peso: 1885 kg.
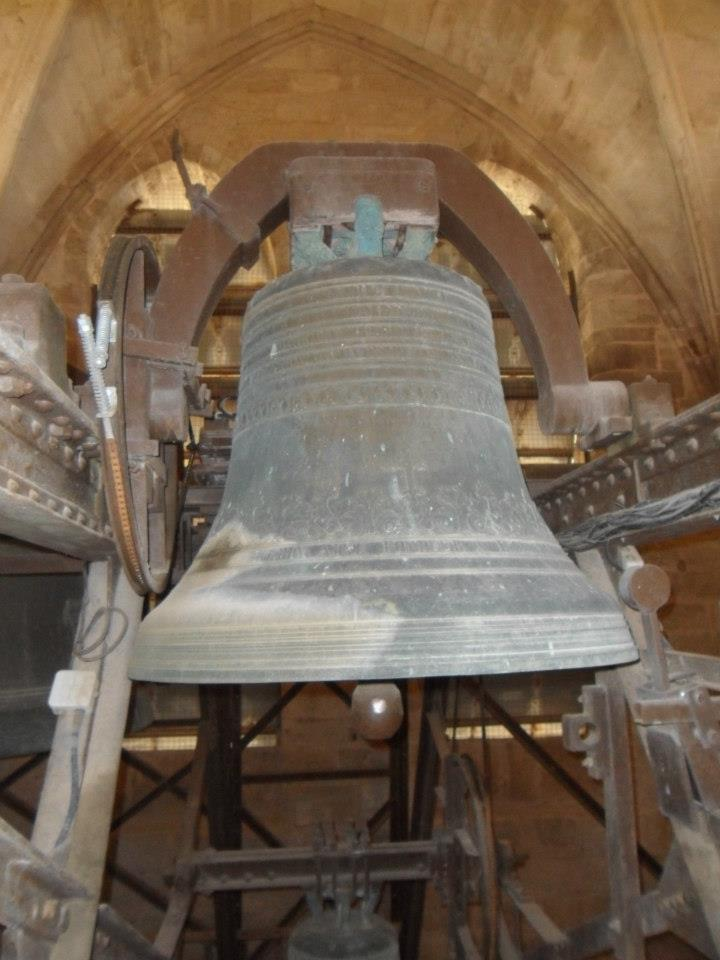
Campana n. 3 fusa nel 1893 da Burdin-Aîné, accordatura: FA#3, peso: 752 kg.
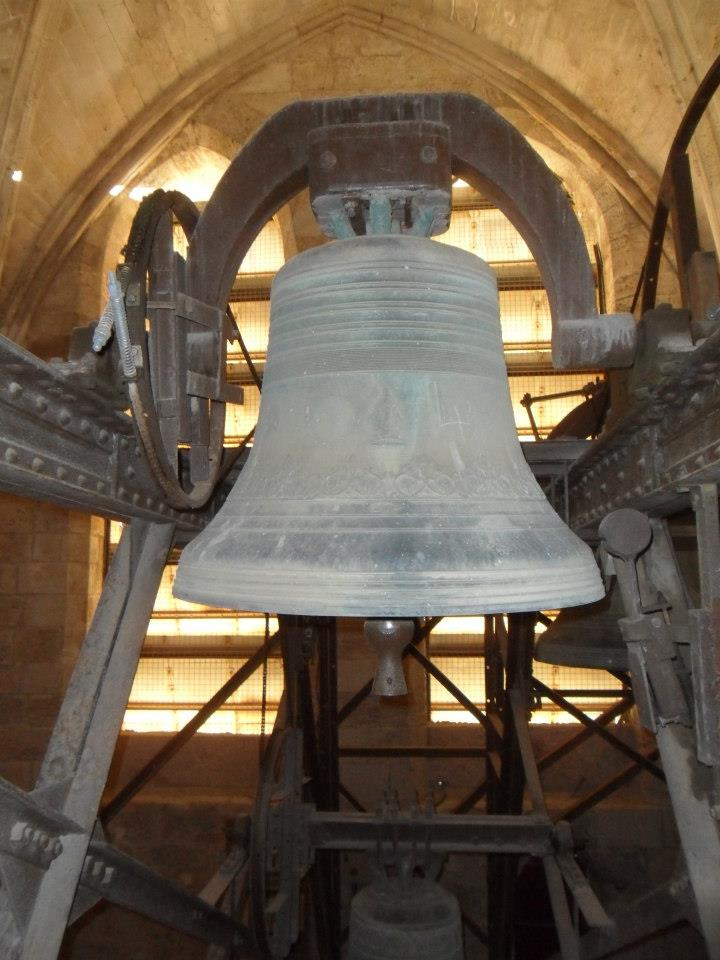
Campana n. 4 fusa nel 1893 da Burdin-Aîné, accordatura: LA#3, peso: 411 kg.
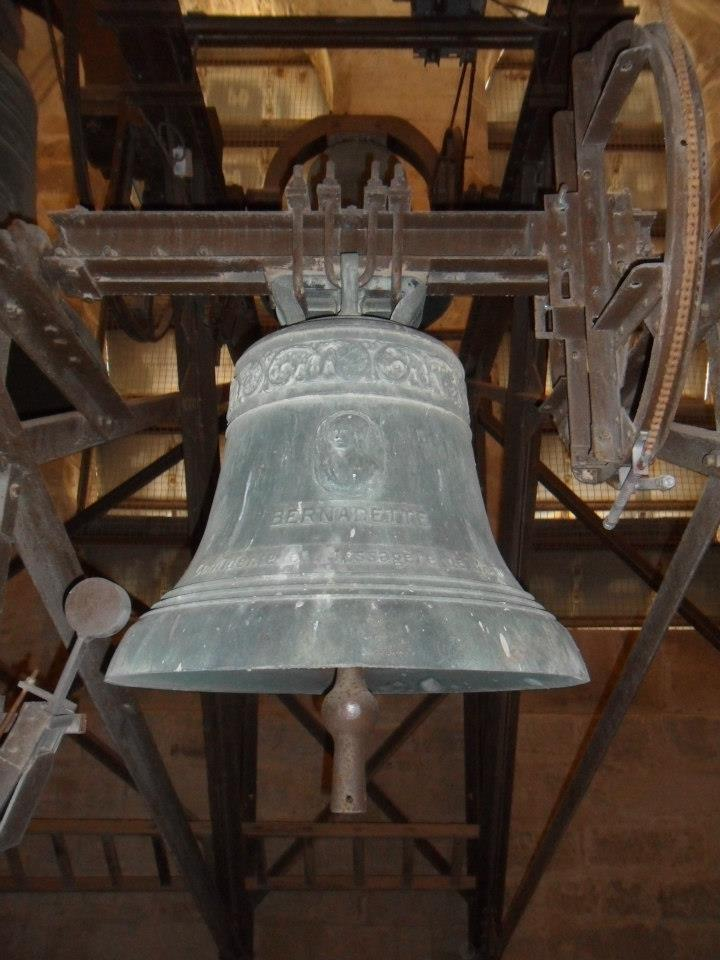
Campana "Bernadette" n. 5 fusa nel 1939 da Granier, accordatura: DO#4, peso: 193 kg.